# Imrehegy
Imrehegy ist eine ungarische Gemeinde im Kreis Kiskőrös im Komitat Bács-Kiskun.

## Geografische Lage
Imrehegy liegt 15 Kilometer südlich der Kreisstadt Kiskőrös und 15 Kilometer nordwestlich der Stadt Kiskunhalas. Nachbargemeinden sind Kecel, Soltvadkert, Pirtó und Császártöltés.

## Geschichte
Imrehegy wurde erst 1952 als eigenständige Gemeinde gegründet durch den Zusammenschluss von Gehöften, die vorher zu Kecel und Kiskunhalas gehörten.

## Infrastruktur
Im Ort gibt es Kindergarten, Grundschule, Bücherei, eine Kirche und das Bürgermeisteramt. Der Haupterwerbszweig der Bewohner ist die Landwirtschaft, vor allem Obst- und Weinbau sowie Viehzucht. Auch die Unternehmen sind überwiegend landwirtschaftlich geprägt. In der Gemeinde gibt es Gebiete, die unter Naturschutz stehen und auf denen sich neben anderen seltenen Pflanzen das Frühlings-Adonisröschen findet.

## Gemeindepartnerschaften
- Crasna (Sălaj), Rumänien

## Sehenswürdigkeiten
- Heimatgeschichtliche Ausstellung
- Römisch-katholische Kirche Szent Imre, erbaut 1948
- Szent-Imre-Büste, erschaffen von Györgyi Lantos
- Weinkeller, ehemals zum Domstift von Kalocsa gehörig, erbaut Anfang des 20. Jahrhunderts (denkmalgeschützt)

## Verkehr
Durch Imrehegy verläuft die Landstraße Nr. 5309. Es bestehen Busverbindungen nach Kecel und Kiskunhalas. Die  nächstgelegenen Bahnhöfe befinden sich in Kiskőrös und Kiskunhalas.